# Борис Борозанов
Борис Авксентиев Борозанов е български театрален и кинорежисьор, сценарист и драматичен артист.

## Биография
Борозанов е роден на 8 октомври 1897 година в северномакедонския град Кратово, тогава в Османската империя, в семейството на Екатерина Симидчиева и Авксенти Георгиев Борозанов. След смъртта на майка си се мести с баща си в Свободна България, където се установяват в София. Борис Борозанов учи в Първа мъжка гимназия и се увлича по литературата и театъра още в ученическите си години.
Завършва Драматичната школа към Народния театър. Печели обявения от Народния театър конкурс за актьори и от 1920 година е назначен за редовен артист. В 1924 година завършва школата на Исак Даниел, а по-късно и школата на Николай Масалитинов. В периода от 1920 до 1951 година Борозанов играе над 100 роли в Народния театър. В 1929 година създава детския театър към Народния театър, като почти целият репертоар е от български пиеси. Самият Борозанов пише пиеси, драматизира приказки и режисира. Автор е на либретото на операта „Саламбо“ по едноименната творба на Гюстав Флобер с музика на Веселин Стоянов. Премиерата ѝ е в Софийската народна опера на 22 май 1940 година. В 1942 година е представена в Братиславската опера, а на следната година е отпечатана от „Универсал едисион“ във Виена.
В киното за пръв път навлиза в 1922 година, когато играе роля във филма „Под старото небе“. По-късно пише сценарии и режисира близо десет филма. Последният му филм е първият държавен филм „Калин Орелът“, гледан повече от два милиона зрители, с премиера не само в София, но и в Стокхолм и Москва. Филмът получава награда на фестивала в Карлови Вари в 1950 година.
Женен е за примабалерината от Варна Надя Минчева Борозанова (1910 – 1998), която учи балет в школата на Анастас Петров в София, след което става част от състава на Народната опера и балет и танцува като примабалерина до 1960 година. Надя Борозанова е носителка на орден „Св. св. Кирил и Методий“ първа степен. С нея Борис Борозанов има две деца - Красимира Борозанова (1937) и Борислав Борозанов (1944).      
От 1920 до смъртта си в 1951 година е артист в Народния театър в София, като поставя и детски пиеси. Борис Борозанов е носител на Димитровската награда и е заслужил артист.

## Творчество

### Пиеси
Сред по-известните пиеси, написани и поставени от Борис Борозанов на сцената на Народния театър в София са:
- „Бисерка“, детска пиеса по Братя Грим (1933)
- „Златното сърце“, детска пиеса (1933)
- „Лошият другар“, детска пиеса (1933)
- „Майчино сърце“, детска пиеса по Ханс Кристиан Андерсен (1933)
- „Шивачът принц“, детска пиеса по Хауф (1933)
- „Спящата царкиня“, детска пиеса (1934)
- „Стаята с гоблените“, детска пиеса по Молсвуорд (1935)
- „Диньо мързелана“, детска пиеса (1935)
- „За тридесет сребърника“, библейска пиеса (1935)
- „Саламбо“, опера по „Саламбо“ на Гюстав Флобер, либрето Борис Борозанов, музика Веселин Стоянов (1940)
- „Давид Коперфилс“, пиеса по Чарлз Дикенс (1940), режисьор Борис Борозанов
- „Витлеемският младенец“, библейска пиеса (1942)
- „Чудните приключения на един щурец“ (1942)

## Филмография

### Като режисьор
- „Данка“ (1952)
- „Калин Орелът“ (1950)
- „Огнена диря“ (1946)
- „Българо-унгарска рапсодия“ (1944)
- „Росица“ (1944)
- „Негово Величество Цар Борис Трети – Обединител“ (документален, 1943)
- „Сватба“ (1943)
- „Стойне у костенурка“ (1942)
- „Български орли“ (1941)
- „Те победиха“ (1940)

### Като сценарист
- „Росица“ (1944)
- „Негово Величество Цар Борис Трети – Обединител“ (1943)
- „Сватба“ (1943)
- „Стойне у костенурка“ (1942)
- „Те победиха“ (1940)

### Като актьор
- „Страхил войвода“ (1938)
- „Под старото небе“ (1922)